# 1237
1237 (MCCXXXVII) a fost un an obișnuit al calendarului iulian.

## Evenimente
- 14 mai: Tratatul de la Viterbo: Ordinul gladiferilor din Livonia se unește cu Ordinul teutonic.
- 25 septembrie: Tratatul de la York: Anglia și Scoția își delimitează frontierele.
- 27 noiembrie: Bătălia de Cortenuova: împăratul Frederic al II-lea zdrobește trupele Ligii lombarde.
- 21 decembrie: Începe atacul mongolilor asupra Rusiei, prin jefuirea orașului Reazan.

### Nedatate
- Austria se separă în Austria Superioară și Austria Inferioară.
- Constituirea comitatului de Artois, în Franța.
- Este fondat orașul Elblag din Polonia.
- Începe o nouă cruciadă a suedezilor în Finlanda.
- Germanii ocupă Danzig și Stettin, în Polonia.
- Numeroși cathari sunt arși pe rug în Franța de nord.
- Orașul italian Gualdo Tadino este distrus de un incendiu.
- Un incendiu devastator distruge 30.000 de clădiri în Hangzhou, capitala Chinei.
- Viena se emancipează de sub autoritatea ducilor de Austria, devenind oraș imperial.

## Arte, științe, literatură și filozofie
- Deschiderea rutei prin Pasul Saint-Gothard, cea mai scurtă cale între Germania și Italia, prin construirea unui pod suspendat.

## Nașteri
- Adam de la Halle, compozitor și scriitor francez (d. 1288)
- Bohemund VI, viitor principe de Antiohia (d. ?)

## Decese
- 21 martie: Jean de Brienne, regent al Imperiului latin de Constantinopol (n.c. 1148)
- 15 aprilie: Richard Poore, cleric englez (n. ?)
- Pons de Capduelh, trubadur francez (n. ?)

## Înscăunări
- 2 aprilie: Toma al II-lea de Savoia, conte de Flandra.
- 31 mai: Khai-Khusraw al II-lea, sultan selgiucid de Rum (1237-1246)
- iulie: Conrad al IV-lea, rege al Germaniei, în urma deciziei dietei de la Speyer.
- Balduin al II-lea, împărat al Imperiului latin de Constantinopol (1237-1261)